# Unna Duottarjávrre
Unna Duottarjávrre, enligt tidigare ortografi Unna Tuottarjaure, är en sjö i Jokkmokks kommun i Lappland och ingår i Luleälvens huvudavrinningsområde. Sjön har en area på 0,58 kvadratkilometer och ligger 897 meter över havet. Unna Duottarjávrre ligger i Padjelanta Natura 2000-område. Unna Duottarjávrre avvattnas av en namnlös jokk som mynnar i Tsiekkimjávrre.

## Delavrinningsområde
Unna Duottarjávrre ingår i det delavrinningsområde (746223-155295) som SMHI kallar för Utloppet av Unna Tuottarjaure. Medelhöjden är 904 meter över havet och ytan är 1,92 kvadratkilometer. Det finns inga avrinningsområden uppströms utan avrinningsområdet är högsta punkten. Vattendraget som avvattnar avrinningsområdet har biflödesordning 5, vilket innebär att vattnet flödar genom totalt 5 vattendrag (Rådokjåhkå, Gieddejåhkå, Vuojatädno, Stora Luleälv, Luleälven) innan det når havet efter 448 kilometer. Avrinningsområdet består mestadels av kalfjäll (70 procent). Avrinningsområdet har 0,58 kvadratkilometer vattenytor vilket ger det en sjöprocent på 30,3 procent.

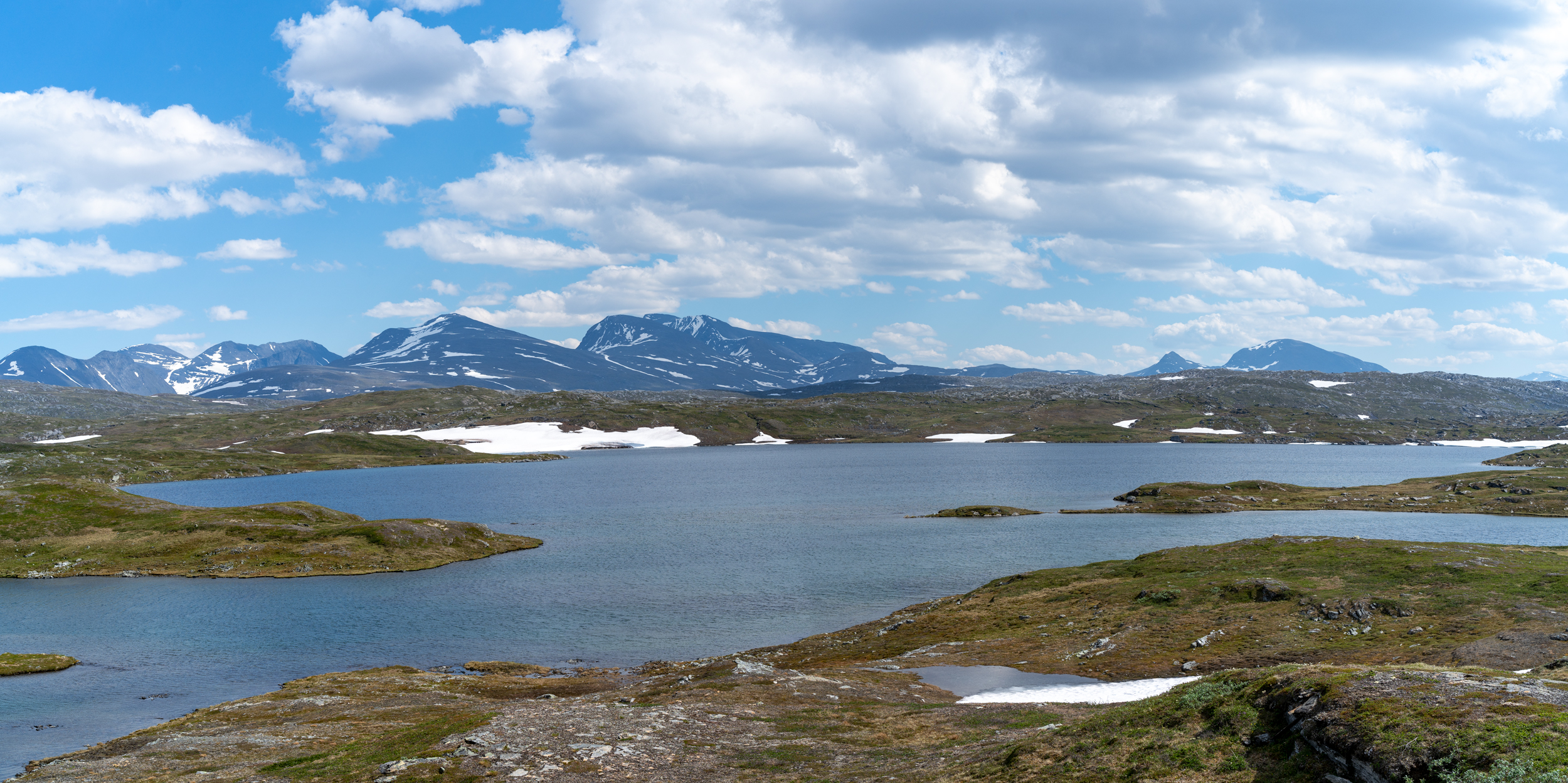
Unna Duottarjávrre - vy mot SO.